# Tekściarz

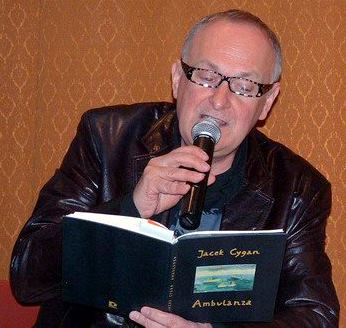
Tekściarz - Jacek Cygan

Tekściarz – autor zajmujący się zawodowo pisaniem tekstów do muzyki (piosenek) lub utworów kabaretowych (skeczy, monologów).